# Iatinum
Iatinum era una antiga ciutat capital del poble gal dels meldes que vivien a la Gàl·lia Lugdunense. Correspon a l'actual Meaux o potser a alguna altra ciutat no gaire llunyana. En parla Claudi Ptolemeu, que l'anomena en grec Ἰάτινον.
La Taula de Peutinger la menciona amb el nom de Fixtuinum.